# Alost
Pour les articles homonymes, voir Alost (homonymie) et Aalst.
Alost (prononcer [alɔst] ; en néerlandais : Aalst ; en dialecte local : Oilsjt) est une ville dans le Denderstreek située en Région flamande, chef-lieu d'arrondissement en province de Flandre-Orientale sur la Dendre et sur le Molenbeek-Ter Erpenbeek.
Elle se trouve à mi-chemin entre Bruxelles et Gand, dans la zone la plus densément peuplée de Belgique, et est le centre d'une conurbation (avec les communes de Erpe-Mere, Haaltert, Lede et Denderleeuw) comptant environ 130 000 habitants.

## Sections de la commune
| # | Section       | Superf. (km²) | Habitants (2020) | Habitants par km² | Code INS |
| - | ------------- | ------------- | ---------------- | ----------------- | -------- |
| 1 | Aalst         | 19,26         | 46.821           | 2.431             | 41002A   |
| 2 | Hofstade      | 6,61          | 5.980            | 905               | 41002B   |
| 3 | Gijzegem      | 4,70          | 3.373            | 717               | 41002C   |
| 4 | Herdersem     | 5,31          | 2.578            | 485               | 41002D   |
| 5 | Moorsel       | 9,50          | 5.136            | 540               | 41002E   |
| 6 | Baardegem     | 6,23          | 1.908            | 306               | 41002F   |
| 7 | Meldert       | 8,83          | 2.960            | 335               | 41002G   |
| 8 | Erembodegem   | 10,87         | 12.267           | 1.128             | 41002H   |
| 9 | Nieuwerkerken | 7,33          | 6.249            | 853               | 41002J   |

## Communes limitrophes
|                  | Termonde - Lebbeke     |        |
| Erpe-Mere - Lede | Alost                  | Opwijk |
| Haaltert         | Affligem - Denderleeuw | Asse   |

## Toponymie
Alost (866), Alosta (868), Alst (1088), Alost (1096), Alst (1144).

## Histoire
Ancienne capitale de la Flandre impériale. La ville fut prise et démantelée par Turenne en 1667.
Le 27 septembre 1914, l'armée impériale allemande exécute 20 civils lors des atrocités allemandes commises au début de l'invasion. L'unité mise en cause est notamment la 27e LW-Landwehr-.

## Démographie

### Évolution démographique pour la section d'Alost
Le graphique suivant indique la population gérée par l'administration communale d'Alost, soit la commune d'Alost avant la fusion communale puis la commune « unifiée » par les fusions établies durant les années 1970.
- Sources : INS, Rem. : 1831 jusqu'en 1970 = recensements, 1976 = nombre d'habitants au 31 décembre[5].

### Évolution démographique pour la commune fusionnée
Contrairement au graphique précédent, celui-ci indique la population de toutes les anciennes communes formant des sections de l'actuelle commune d'Alost soit Alost, Gijzegem, Hofstade, Baardegem, Herdersem, Meldert, Moorsel, Erembodegem et Nieuwerkerken.
- Source : DGS - Remarque : 1806 jusqu'à 1981 = recensement ; depuis 1990 = nombre d'habitants chaque 1er janvier[6]

## Héraldique
|  | La ville possède des armoiries qui lui ont été octroyées en 1819 et confirmées le 6 février 1841. Les armoiries actuelles de la ville sont dérivées d'armes plus anciennes. Les sceaux de la ville des XIIIe et XIVe siècles étaient composés d'un chevalier portant une épée dans une main et la bannière du comté de Flandre dans l'autre. La première représentation des armes actuelles date de 1557. L'épée rappelle le chevalier, les deux écussons rappellent qu'Alost appartient à la fois au Comté de Flandre et au Saint-Empire. Ces armes furent officiellement accordées en 1819 et confirmées en 1841. Elles sont très proches de celles du Pays d'Alost reproduites dans le Tome II de l'Armorial du Bibliophile. Blasonnement : D’argent, à l’épée de gueules en pal, la pointe en haut, accompagné en chef dextre d’un écusson de l’Empire et en chef senestre d’un écusson de Flandre qui sont : 1 d’or, à l’aigle bicéphale de sable, languée, becquée et membrée de gueules. 2 : d’or, au lion de sable, armé et lampassé de gueules. Source du blasonnement : Heraldy of the World. |

## Monuments

### Alost centre
- Beffroi et maison échevinale d'Alost
- Église Saint-Martin d'Alost, du XVe siècle
- Borse van Amsterdam (Alost)
- Hôtel de ville d'Alost
- Thierry Martens (en néerlandais : Dirk Martens) en 1473 y établit la première imprimerie des Pays-Bas. Sa statue est surnommée ironiquement De zwarte man (l'homme noir, à cause de l'encre d'imprimerie).
- Statue d'Adolf Daens
- Résidence de Pieter De Bruyne

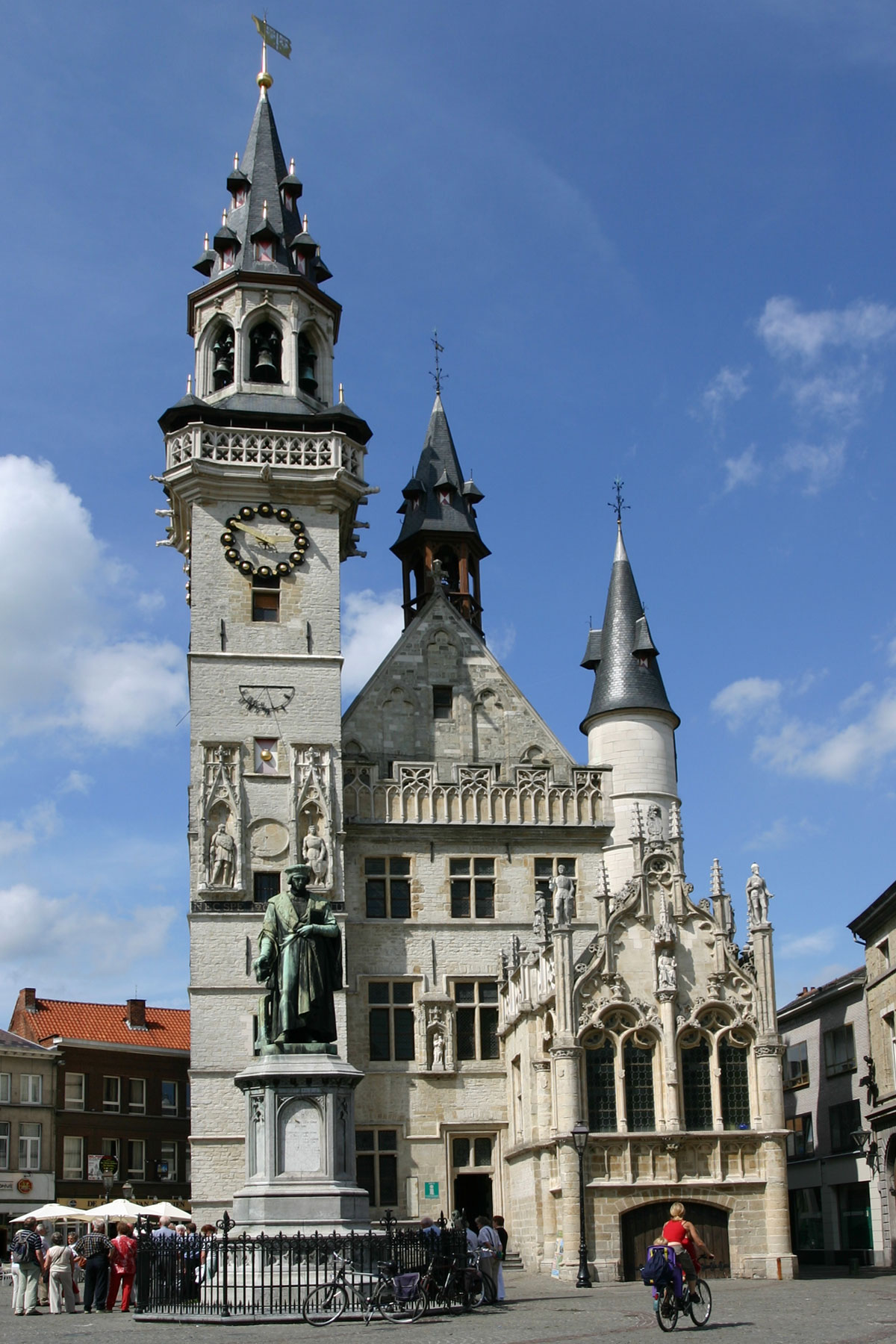
Le beffroi.
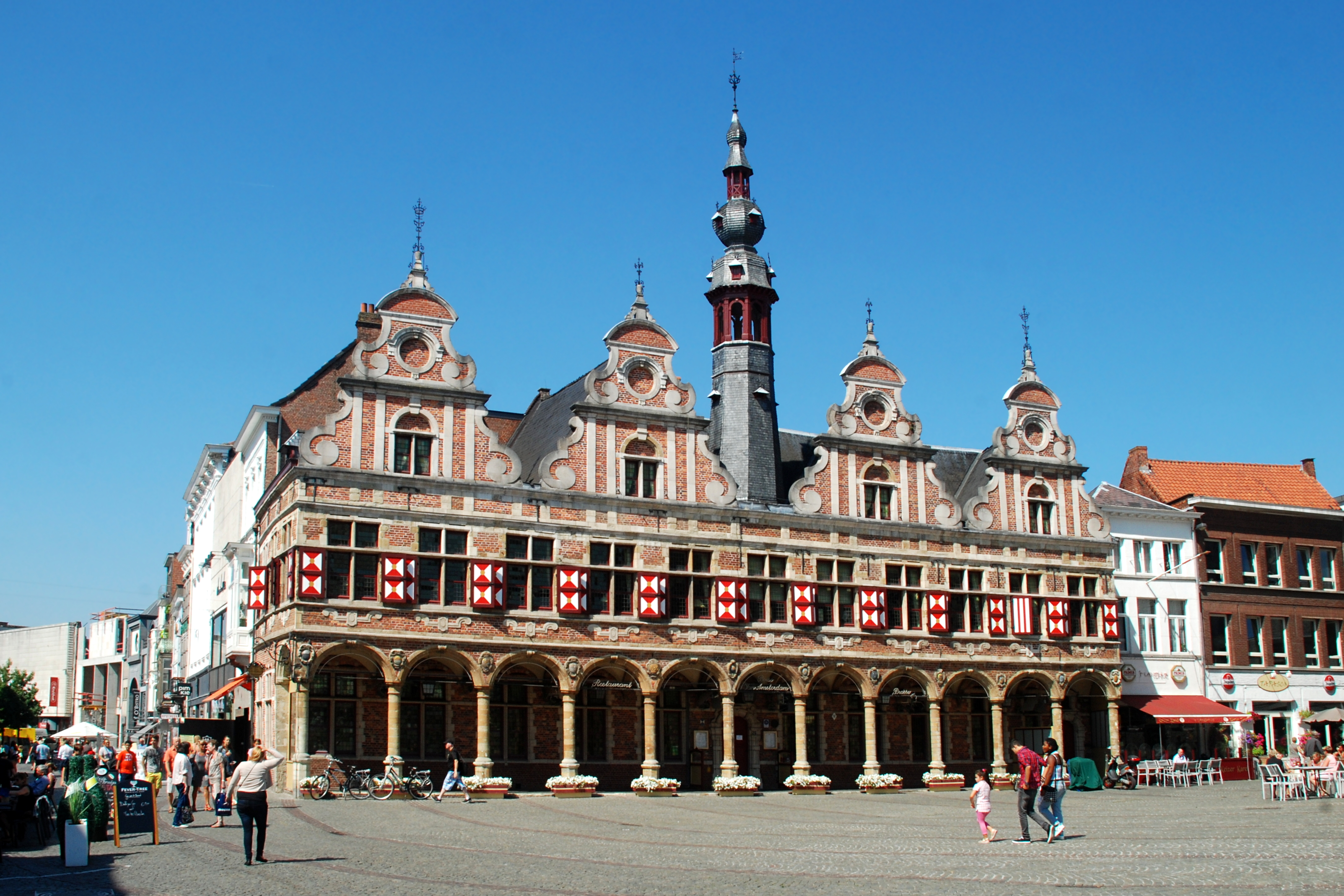
Borse van Amsterdam.
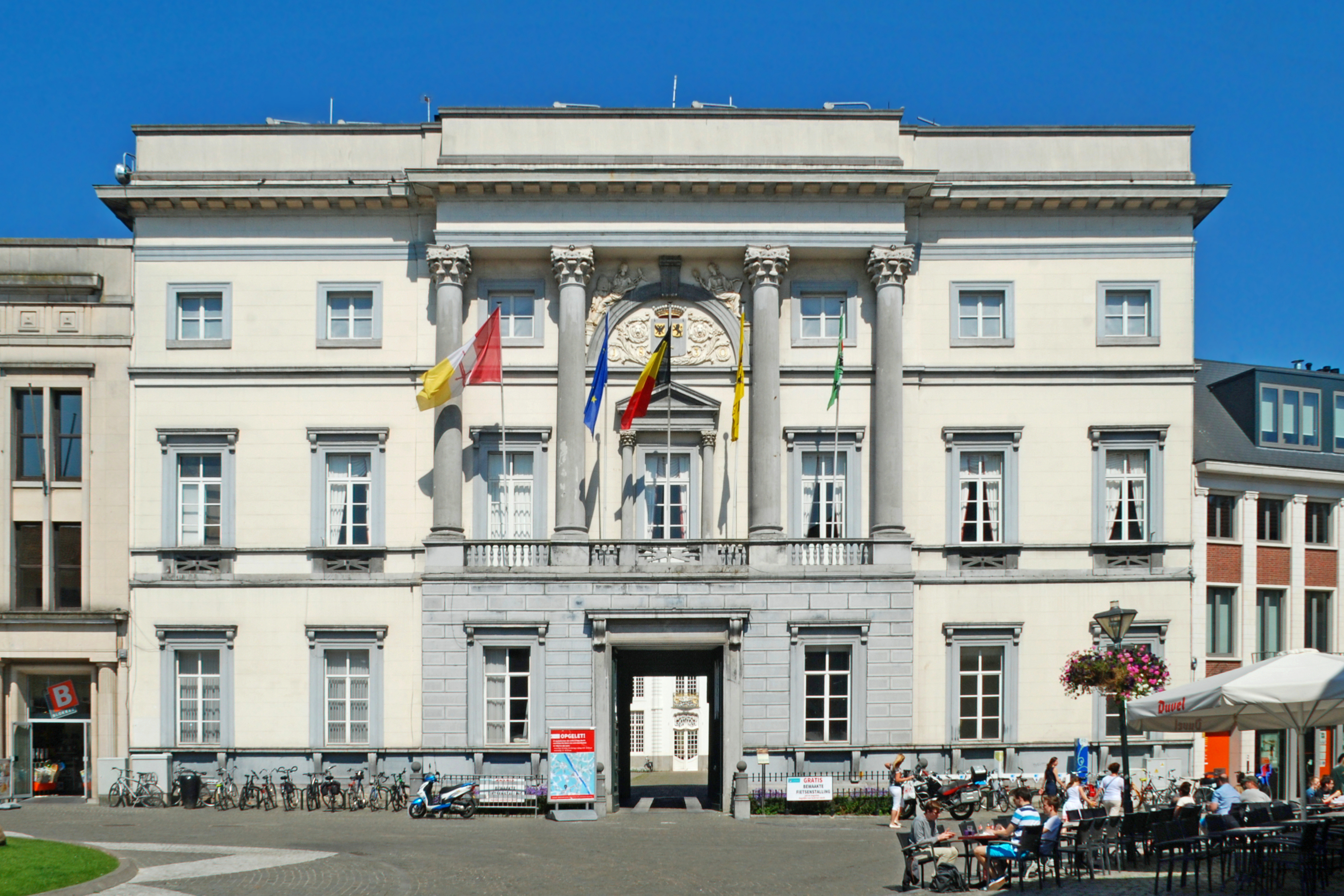
Hôtel de ville.
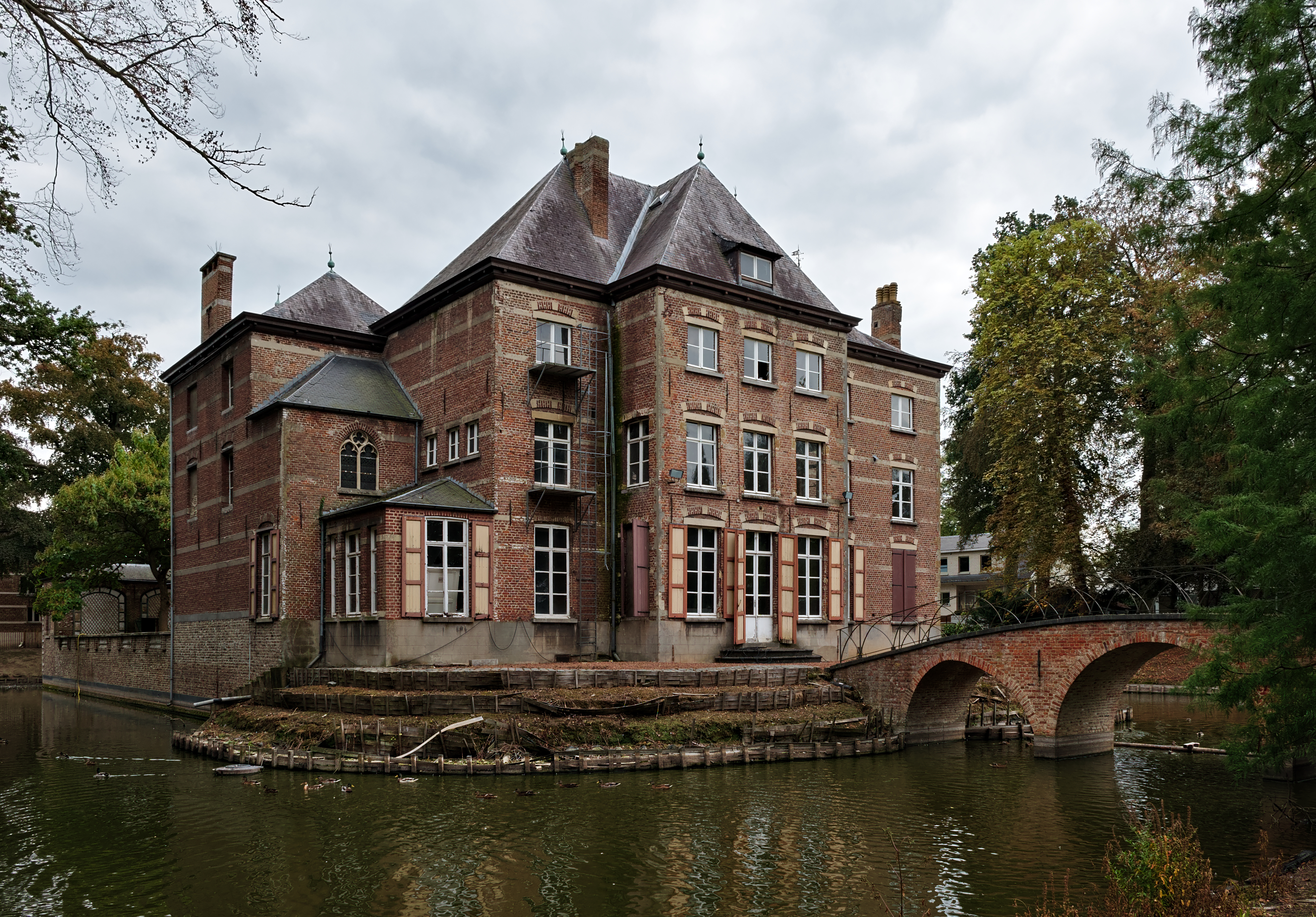
Château Terlinden.
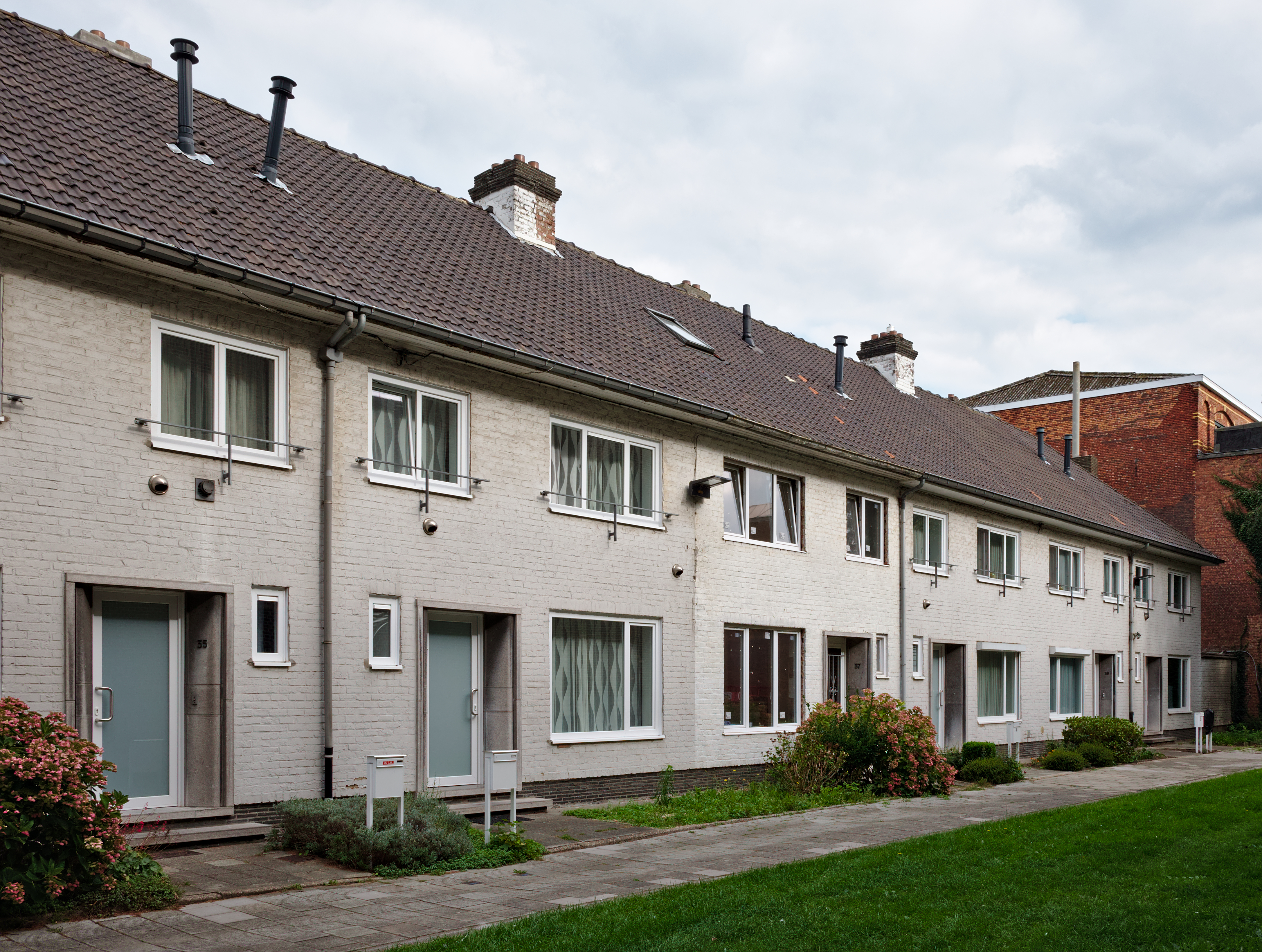
Béguinage d'Alost.

### Villages
- Église Sainte-Marguerite de Baardegem
- Église Notre-Dame-de-l'Assomption de Hofstade
- Église Sainte-Walburge de Meldert
- Chapelle Sainte-Gudule de Moorsel
- Église Saint-Martin de Moorsel

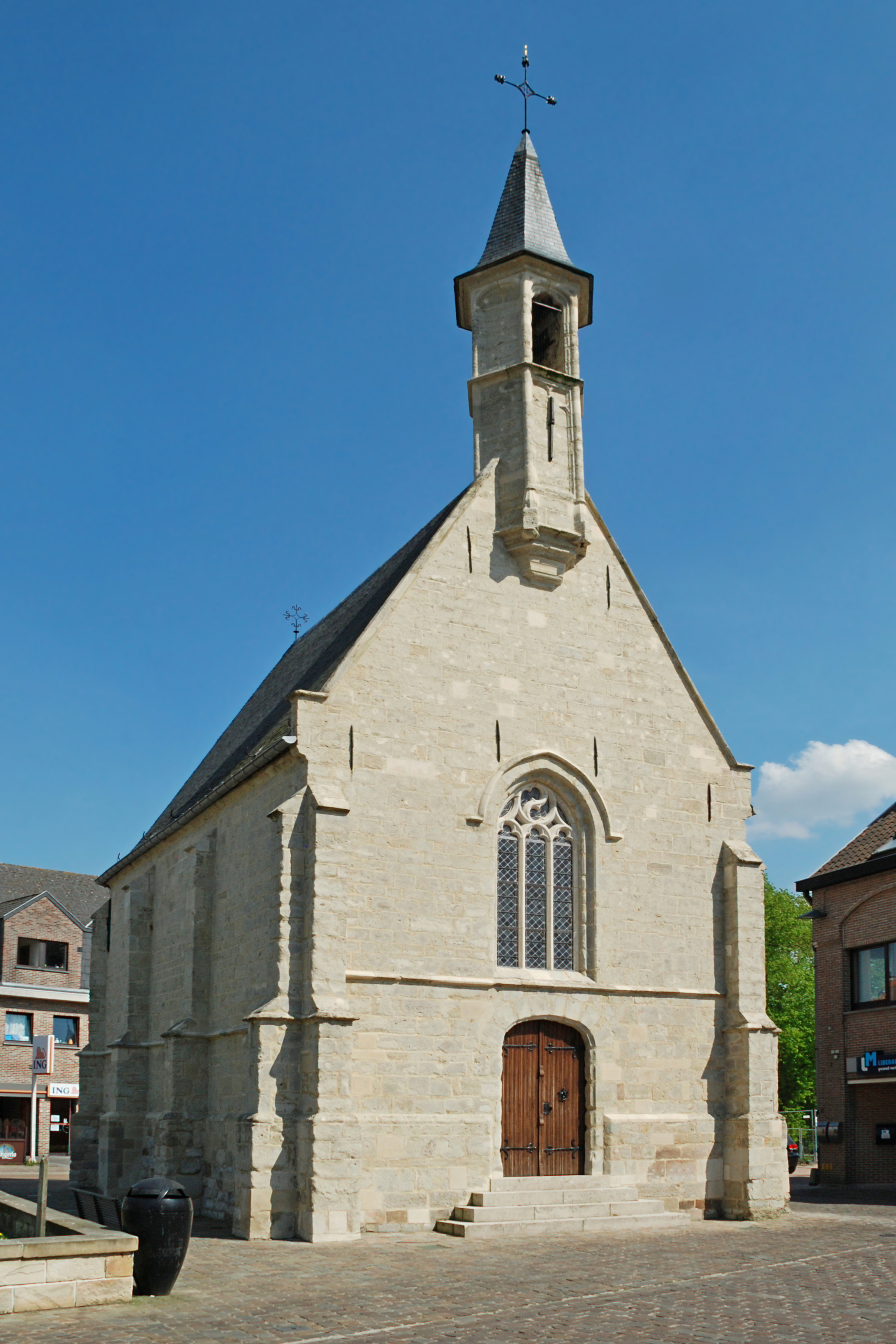
Chapelle Sainte-Gudule de Moorsel.
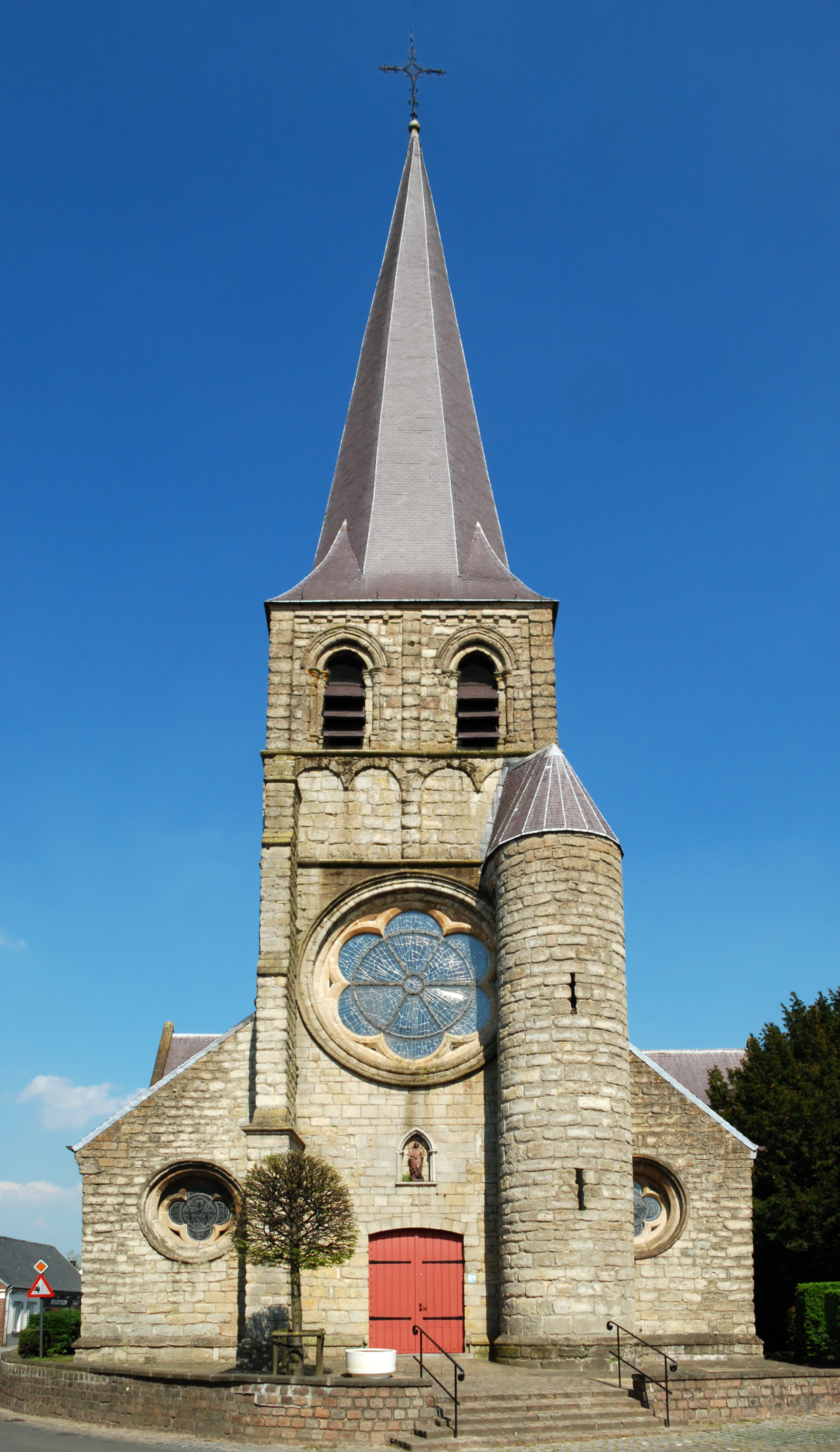
Église Sainte-Marguerite de Baardegem.
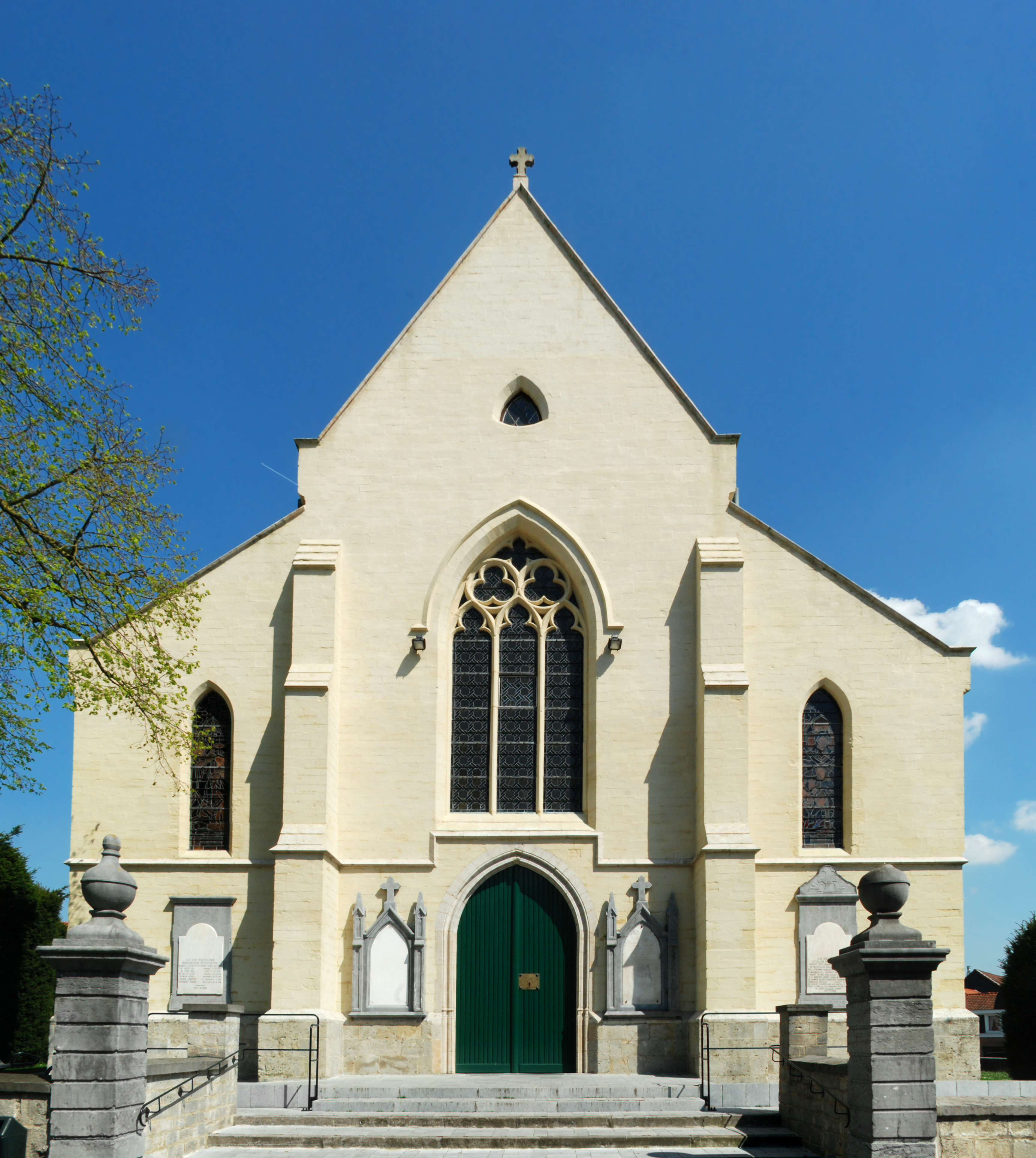
Église Notre-Dame-de-l'Assomption de Hofstade.
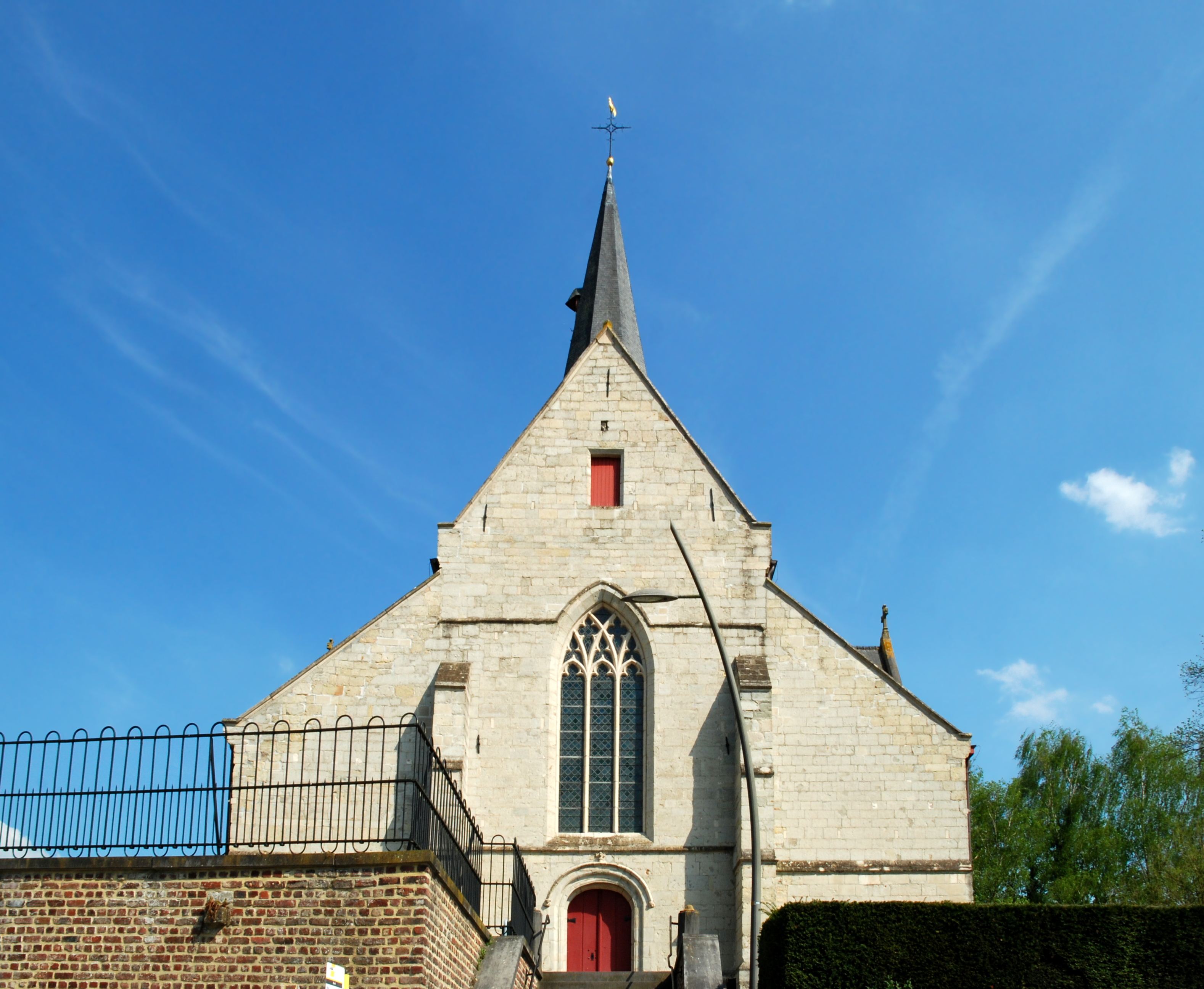
Église Sainte-Walburge de Meldert.
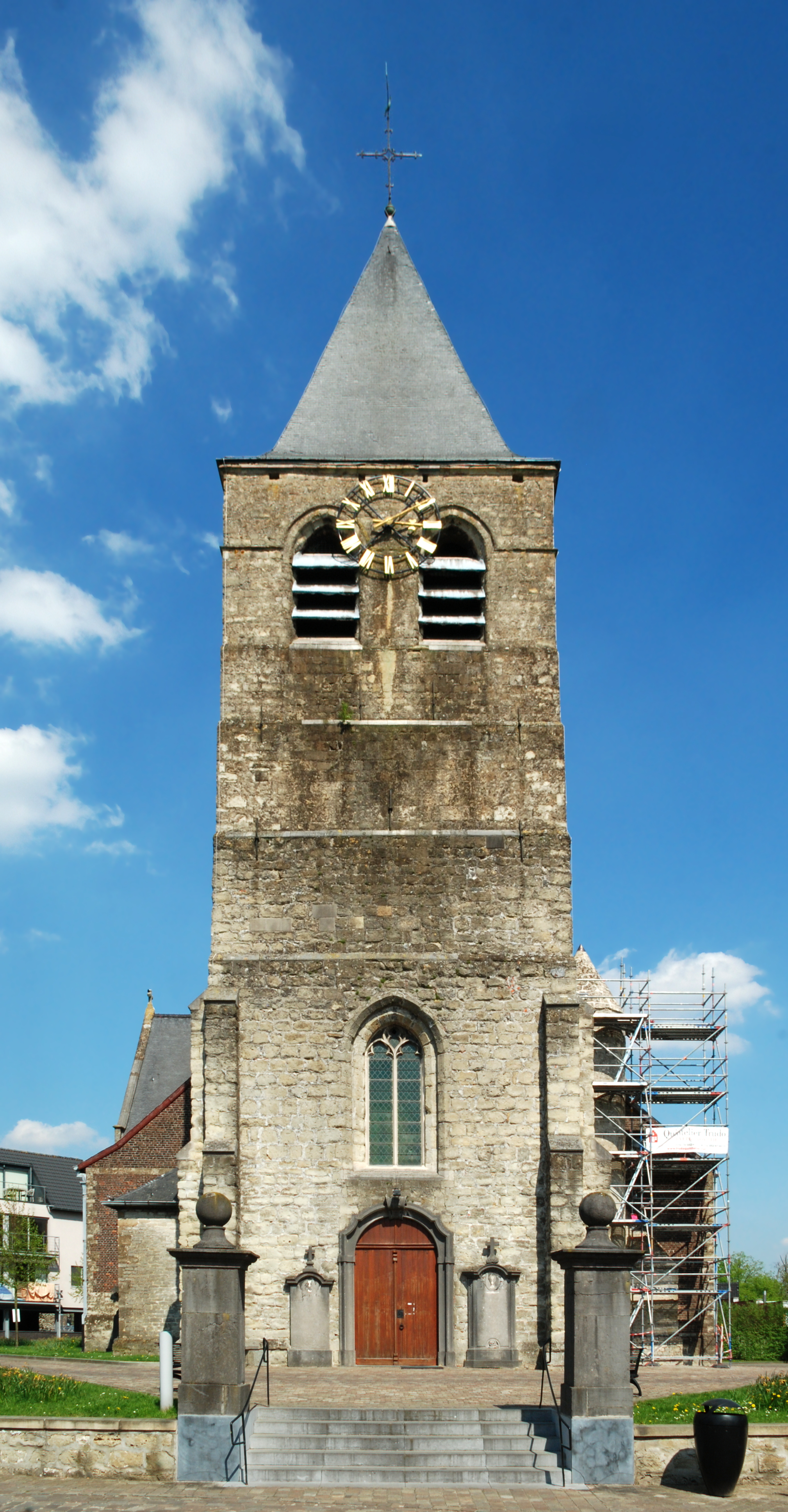
Église Saint-Martin de Moorsel.

## Carnaval d’Alost

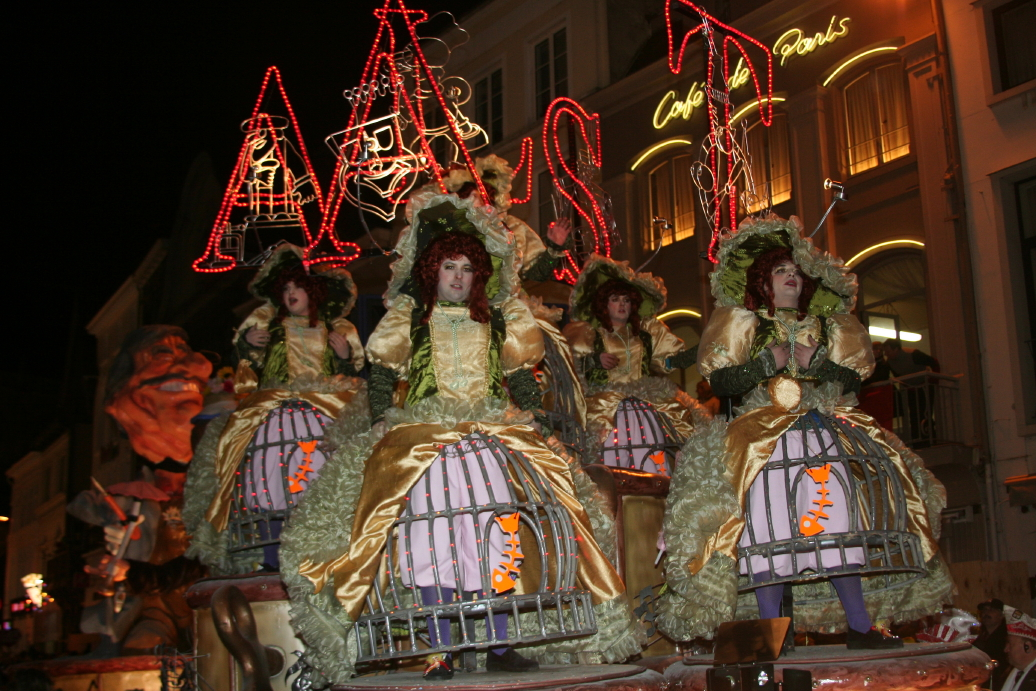
Carnaval d'Alost en 2007.

Le carnaval d'Alost se déroule chaque année durant trois jours à compter du dimanche qui précède le carême. En 2010, il a été inscrit par l'UNESCO sur la liste représentative du patrimoine culturel immatériel de l’humanité. Néanmoins, le 14 décembre 2019, cette institution, réunie à Bogota, a supprimé le carnaval de sa liste du patrimoine culturel immatériel de l'humanité après avoir constaté dans le défilé, la présence d'un char au décor jugé antisémite. C'est la première fois que l'Unesco procède à un retrait de la liste du patrimoine culturel immatériel.

## Économie
- Industrie textile
- Activités tertiaires (commerce de houblon)
- Brasserie
- Horticulture (chicons, fleurs)

## Politique et administration

### Élections communales de 2018
|       |          |        |       |     |         |     |
| Parti | Parti    | Voix   | %     | +/- | Sièges  | +/- |
|       | N-VA     | 18 688 | 33,2  | 2,1 | 16 / 43 | 1   |
|       | VB       | 9 763  | 17,3  | 6,5 | 8 / 43  | 4   |
|       | CD&V     | 7 552  | 13,4  | 3,9 | 6 / 43  | 2   |
|       | Open Vld | 5 881  | 10,4  | 6,9 | 4 / 43  | 3   |
|       | Groen    | 5 278  | 9,4   | 3,5 | 4 / 43  | 2   |
|       | sp.a     | 4 262  | 7,6   | 8,8 | 3 / 43  | 4   |
|       | Liste A  | 3 906  | 6,9   | Nv. | 2 / 43  | 2   |
|       | PVDA     | 1 021  | 1,8   | 0,6 | 0 / 43  | 0   |
| Total | Total    | 56 351 | 100,0 |     | 43      | 0   |

## Sport

### Basket-ball
L'Okapi Alost est le principal club de basket-ball de la ville, fondé en 1949. Il joue ses matchs à domicile dans la salle du Forum, située dans l’est de la ville. Le club évolue au plus haut niveau du basket belge, la BNXT League, et a notamment remporté une Coupe de Belgique et disputé trois finales nationales.

### Football
La ville d'Alost possède un club de football évoluant en Belgacom League, le SC Eendracht Alost qui joua au total 16 fois en Jupiler Pro League.

Autres clubs de football de la ville :
- VJ Baardegem
- FC Doggen Erembodegem
- SK Erembodegem
- KRC Gijzegem-Aalst
- SK Herdersem
- KSC Wilskracht Hofstade
- TK Meldert
- KSC De Schroevers Moorsel
- KVC Eendracht Nieuwerkerken
- SK Terjoden-Welle.

### Volley-ball
La ville d'Alost possède un club de volley-ball qui évoluait en 2010 en Ligue A.

### Cyclisme
Les cyclistes Dirk De Wolf, vainqueur de Liège-Bastogne-Liège en 1992, Wilfried Wesemael, champion de Belgique ainsi que entre autres vainqueur du Tour de Suisse en 1979, et Remco Evenepoel vainqueur de la Liège-Bastogne-Liège en 2022 et 2023, du Tour d'Espagne 2022 et des Championnats du monde de cyclisme sur route 2022 sont nés à Alost.
Chaque année à Alost se court le Critérium d'après Tour de France.

### Handball
La ville d'Alost possède un club de handball évoluant en Promotions en homme et en Liga en dames.

## Personnalités
- Yvain d'Alost (Iwein van Aalst) dit le Chauve, seigneur-comte de la ville, mentionné de 1117 à 1145 et assassiné en 1145 par Rogier de Courtrai. Citoyen d'honneur de la ville le 29 mars 2023.
- Thierry d'Alost (Alost, vers 1144 - Alost, 1166), surnommé l'enfant d'Alost, fils d'Yvain d'Alost, fut le dernier seigneur-comte d'Alost.
- Georges Chastellain (1404-1474), chroniqueur
- Dirk Martens (ca. 1446-1534), promoteur de l'imprimerie dans les Pays-Bas méridionaux
- Pieter Coecke van Aelst (1502-1550), artiste
- Pieter De Bruyne (1931-1987), artiste, designer et architecte intérieur
- Adolf Daens (1839-1907), prêtre
- Gustave Vandersmissen (1854-1925), avocat, député, il défraye la chronique dans le cadre de l'Affaire Vandersmissen.
- Alice Renaud (1855-1886), cantatrice (Soprano), elle est assassinée par Gustave Vandersmissen.
- Walter Robyns (1901-1986), botaniste belge
- Louis Paul Boon (1912-1979), écrivain
- Michel Ringoir (1931-1996), pilote automobile belge
- Luc Lemli (1935-), pédiatre
- Jan De Wilde (1944-), chanteur
- Herman Van Loo (1945-2017), coureur cycliste
- Eugeen Liebaut (1956-), architecte
- Dirk De Wolf (1961-), coureur cycliste
- Bert Kruismans (1966-), humoriste
- Ilse Uyttersprot (1967-2020), bourgmestre d'Alost
- Tim De Troyer (1990-), coureur cycliste belge
- Laurens De Plus (1995-), coureur cycliste belge
- Luc Van den Bossche (1947-), homme politique belge
- Bernard Le Grelle (1948), écrivain, journaliste d’investigation, conseiller politique